# 가쿠타니 시즈오
가쿠타니 시즈오(일본어: 角谷 静夫, 영어: Shizuo Kakutani 시주오 카쿠타니[*] IPA: [ˈʃiːzuːoʊ kɑːkuːˈtɑːniː], 1911년 8월 28일 ~ 2004년 8월 17일)는 일본의 수학자이다. 함수해석학에 공헌하였다.

## 생애
1911년 8월 28일 오사카부에서 태어났고, 아버지는 변호사였다. 도호쿠 제국대학을 졸업하였다. 1941년에 오사카 제국대학에서 박사 학위를 취득했고, 이 곳에서 강의하였다. 전후 1948년에 미국에 이민하여 1949년에 예일 대학교 교수가 되었다.
그의 외동딸 가쿠타니 미치코(일본어: 角谷 美智子, 영어: Michiko Kakutani 미치코 카쿠타니[*], 1955~)는 영어권국가에서 가장 유명한 서평가로 꼽힌다. 1998년에 비평 부문 퓰리처상을 수상하였다.
2004년 8월 17일 미국 뉴헤이븐에서 사망하였다.

## 같이 보기
- 콜라츠 추측